# Колісникове
Колі́сникове —  село в Україні, у Роменському районі Сумської області. Відстань до обласного центру становить 106 км, до райцентру становить 3 км, що проходить автошляхом регіонального значення Т 1913. Відстань до найближчої залізничної станції Ромни становить 3 км. 
Колісникове входить до складу Роменської міської громади. Населення становить 43 особи.

## Історія
12 червня 2020 року, відповідно до розпорядження Кабінету Міністрів України № 723-р «Про визначення адміністративних центрів та затвердження територій територіальних громад Сумської області», село увійшло до складу Роменської міської громади.
19 липня 2020 року, в результаті адміністративно-територіальної реформи та ліквідації Роменського району(1930—2020), увійшло до складу новоутвореного Роменського району.

## Населення

### Мова
Розподіл населення за рідною мовою за даними перепису 2001 року:
| Мова       | Відсоток |
| ---------- | -------- |
| українська | 93,02%   |
| російська  | 6,98%    |

## Економіка
- Птахо-товарна ферма.

## Відомі особи
Авраменко Сергій Григорович  — український військовик, учасник російсько-української війни.
| Україна | Це незавершена стаття з географії України. Ви можете допомогти проєкту, виправивши або дописавши її. |